# 國立遺傳學研究所
國立遺傳學研究所（日语：／）是日本的一家研究機構，位於静岡県三島市。研究所建立于1949年。
日本遺傳學會事務局設在研究所内。
國立遺傳學研究所主办日本DNA数据库(DDBJ)。

## 概要
国立遗传学研究所作为生命科学领域的核心研究机构，在国际上从事高级研究。此外，作为支持生命科学的核心基地，研究所开展生物资源业务、DDBJ业务、DNA测序业务。
大量用于研究的樱花树被种植在研究所的场地，并且成为市民熟悉的樱花景观。每年4月在樱花盛季举行的公开发布会都会吸引众多游人。

## 研究内容
从大肠杆菌到人类，从分子水平到种群水平，从理论到实验，我们将在与遗传学有关的广泛领域中进行研究。 在分子进化领域，倡导中性演化理論的木村資生和倡导“近中性演化理论”(Nearly neutral theory of molecular evolution)的太田朋子领导了理论研究。
国立遗传学研究所附属的DDBJ免费提供各种研究工具，包括核苷酸序列数据库DDBJ/EMBL/GenBank和DRA（DDBJ序列读取档案）。

## 著名學者
- 木村資生
- 太田朋子
- 斋藤成也

## 参阅
- 美国国家生物技术信息中心（NCBI）
- 欧洲生物信息研究所（EMBL-EBI）
- 中國國家基因庫（CNGB）

## 外部連結
- 国立遺伝学研究所 （页面存档备份，存于）